# Euphorbia procumbens
Euphorbia procumbens Mill. es una especie fanerógama perteneciente a la familia de las euforbiáceas. Es endémica de Sudáfrica.

## Descripción
Es una planta suculenta  herbácea, trepadora, glabrescente; las ramas ascendentes,  pecioladas oblongas u obovadas, obtusas, con dientes gruesos, cuneadas en la base, glabras, estípulas ovadas, más cortas que el pecíolo; la inflorescencia racemosa en pedúnculos, caídas. Flores de color amarillo anaranjado, en un racimo secundario, terminal.

## Taxonomía
Euphorbia procumbens fue descrita por Philip Miller y publicado en The Gardeners Dictionary: . . . eighth edition no. 12. 1768.
Etimología
Euphorbia: nombre genérico que deriva del médico griego del rey Juba II de Mauritania (52 a 50 a. C. - 23), Euphorbus, en su honor – o en alusión a su gran vientre –  ya que usaba médicamente Euphorbia resinifera. En 1753 Carlos Linneo asignó el nombre a todo el género.
procumbens: epíteto latino que significa "postrada".
Sinonimia
- Medusea procumbens (Mill.) Haw. (1812).
- Euphorbia pugniformis Boiss. in A.P.de Candolle (1862), nom. illeg.[7][8]